# Rui Silva (football)
Pour les articles homonymes, voir Rui Silva.
Rui Tiago Dantas da Silva ou plus simplement Rui Silva, né le 7 février 1994 à Águas Santas, au Portugal, est un footballeur international portugais qui évolue au poste de gardien de but au Sporting CP.

## Biographie

### CD Nacional
Né à Águas Santas, dans la municipalité de Maia au Portugal, Rui Silva est formé par le club local du FC Maia, puis il poursuit sa formation au CD Nacional. C'est avec ce club qu'il fait ses débuts en professionnel, le 26 janvier 2014, face au Leixões SC. Ce jour-là, son équipe s'impose sur le score de deux buts à zéro.
C'est au cours de la saison 2015-2016 de Liga NOS que Rui Silva s'impose comme un titulaire dans le but du CD Nacional.

### Grenade
Le 27 janvier 2017, durant le mercato hivernal, Rui Silva s'engage avec le Grenade CF, club de Liga, où il vient pour remplacer Oier Olazábal parti au Levante UD. Il est cependant la doublure de Guillermo Ochoa dans un premier temps, et ne joue aucun match lors de la saison 2016-2017. Grenade, qui termine 20e cette saison-là, à la dernière place du championnat et se voit relégué en deuxième division espagnole.
Malgré la relégation du club, Rui Silva n'est toujours pas titulaire et reste dans l'ombre de Javi Varas, choisi pour garder les buts de Grenade. Il joue finalement son premier match sous ses nouvelles couleurs le 6 septembre 2017, en Copa del Rey face au Real Saragosse où son équipe s'incline (3-0). Cette saison-là, le club termine 10e du championnat. C'est lors de la saison suivante que le nouvel entraîneur de l'équipe, Diego Martínez Penas, installe Rui Silva comme titulaire dans le but de Grenade. Le portier portugais prend part à 40 matchs de championnat et se voit même désigné meilleur gardien du championnat à l'issue de la saison. Grenade, qui termine deuxième au classement final est promu en Liga.
Le 17 août 2019, Rui Silva joue son premier match en Liga, lors de la première journée de la saison 2019-2020 face au Villarreal CF. Il est titulaire lors de cette rencontre prolifique en buts, où les deux équipes se neutralisent (4-4).

### Betis Séville
En fin de contrat en juin 2021, Rui Silva rejoint librement le Betis Séville à l'été 2021 où il signe un contrat courant jusqu'en juin 2026. Le transfert est annoncé le 11 juin 2021,.
Rui Silva joue son premier match pour le Betis le 14 août 2021, lors de la première journée de la saison 2021-2022 de Liga face au RCD Majorque. Il est titularisé et les deux équipes se neutralisent (1-1 score final). Bien qu'il joue la majorité des matchs, la concurrence avec le vétéran Claudio Bravo ne lui convient pas, et il évoque un possible départ en avril 2022. Il est d'ailleurs sur le banc des remplaçants lors de la finale remportée par le club aux tirs au but contre le Valence CF, le 23 avril 2022, Manuel Pellegrini préférant titulariser le portier chilien,.

### Sporting CP
Le 14 janvier 2025, Rui Silva quitte le Betis et fait son retour dans son pays natal en rejoignant le Sporting CP sous la forme d'un prêt jusqu'à la fin de la saison, avec obligation d'achat.

### En sélection
Avec les moins de 19 ans, il participe au championnat d'Europe des moins de 19 ans en 2013. Lors de cette compétition organisé en Lituanie, il officie comme gardien remplaçant et ne joue aucun match. Le Portugal s'incline en demi-finale face à la Serbie après une séance de tirs au but.
Rui Silva débute avec l'équipe du Portugal espoirs le 13 novembre 2014, lors d'un match amical face à l'Angleterre, lors d'une rencontre que les Portugais perdent sur le score de trois buts à un.
En août 2020 il est retenu pour la première fois dans la liste du sélectionneur de l'équipe nationale du Portugal, Fernando Santos pour les matchs de Ligue des nations face à la Croatie et la Suède en septembre. Il ne joue toutefois aucun match lors de ce rassemblement.
Rui Silva honore finalement sa première sélection avec l'équipe nationale du Portugal le 9 juin 2021, lors d'un match amical contre Israël. Il est titularisé et son équipe s'impose par quatre buts à zéro,.

## Palmarès

### En sélection
- Portugal
- Ligue des nations
  - Vainqueur de la 2025

### En club
Betis Séville
- Coupe d'Espagne (1) :
  - Vainqueur en 2022

 Sporting Portugal
- Championnat du Portugal (1) :
  - Champion en 2025

### Distinction personnelle
- Élu meilleur gardien de la deuxième division espagnole en 2018-2019.